# Mary Catherine Jordan

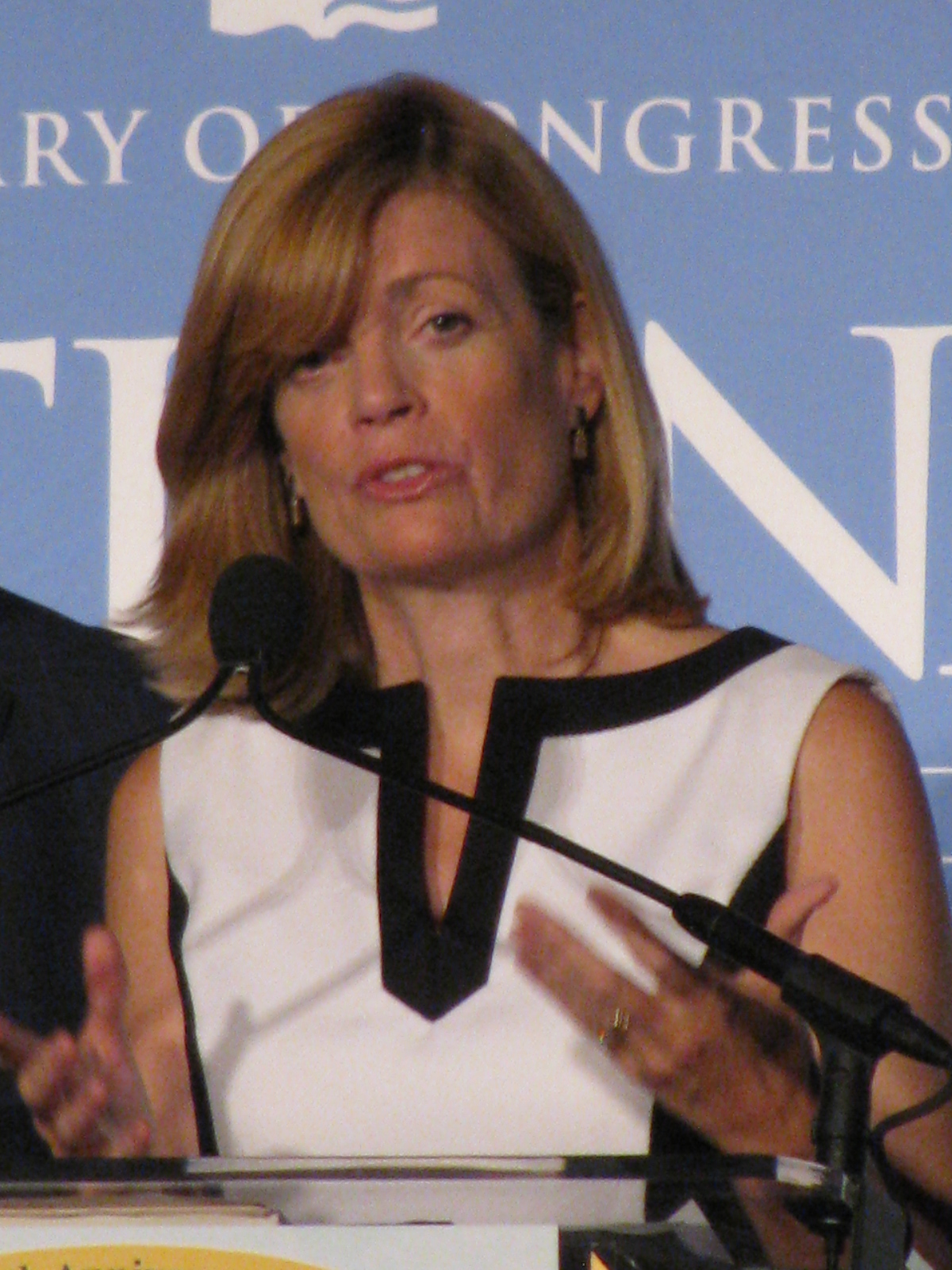
Mary Jordan, 2015

Mary Catherine Jordan (geboren am 10. November 1960) ist eine US-amerikanische Journalistin und Sachbuchautorin. Sie wurde mit einem Pulitzer-Preis für ihre Auslandsberichterstattung für die The Washington Post ausgezeichnet.

## Leben
Die Tochter irischer Immigranten wuchs in Cleveland auf, schloss 1983 ihr Erststudium an der Georgetown University in Washington, D.C. ab sowie im Folgejahr ihr Masterstudium an der Columbia University Graduate School of Journalism in New York City. Danach studierte sie ein Jahr lang irische Lyrik am Trinity College Dublin, während sie zugleich ihre journalistische Karriere bei The Irish Press begann. Sie verbrachte insgesamt vierzehn Jahre im Ausland und berichtete aus knapp 40 Ländern; ihre längsten Auslandsaufenthalte waren vier Jahre in Japan, fünf Jahre in Mexiko und weitere Jahre in London, wofür sie auch die Landessprachen erlernte und jeweils gemeinsam mit ihrem Mann Kevin Sullivan, ebenfalls Journalist, die Nachrichtenbüros der Washington Post dort leitete. Sie interviewte im Laufe ihrer Karriere zahlreiche einflussreiche Persönlichkeiten, darunter Tony Blair, Jimmy Carter, Colin Powell, Benjamín Arellano Félix, Paul McCartney und Gabriel Garcia Marquez.
Für ihre Reportagen über das Justizsystem in Mexiko wurden Jordan und Sullivan 2003 mit dem Pulitzer-Preis für Auslandsberichterstattung ausgezeichnet. 2009 kam das Ehepaar mit einer Serie über globale Geschlechterungerechtigkeit (darunter Indien, Deutschland und Großbritannien) erneut in die Endauswahl für den Pulitzer-Preis in dieser Kategorie, gewann jedoch nicht.
Seit etwa 2015 leben Sullivan und Jordan wieder in den Vereinigten Staaten, wo Mary Jordan eine führende Berichterstatterin über die Wahlkampagne und dann die Amtsgeschäfte des damaligen US-Präsidenten Donald Trump war. Sie recherchierte und publizierte gemeinsam mit ihrem Mann über den umstrittenen Präsidenten; besondere Aufmerksamkeit weckte ihr kritischer Bestseller über Melania Trump, der nach fünf Jahren Recherche im Juni 2020 erschien.

## Werk
- The Prison Angel: Mother Antonia's Journey from Beverly Hills to a Life of Service in a Mexican Jail (2005, mit Sullivan)
- Hope: A Memoir of Survival in Cleveland (April 2015, mit Sullivan und anderen)
- Trump Revealed: An American Journey of Ambition, Ego, Money, and Power (Mitautorin, 2016)
- Nine Irish Lives: The Thinkers, Fighters and Artists Who Helped Build America (Mitautorin, 2018)
- Trump on Trial: The Investigation, Impeachment, Acquittal and Aftermath (August 2020, mit Sullivan)
- The Art of Her Deal (Juni 2020)